# Aspid GT-21
Der Aspid GT-21 ist ein Supersportwagen des spanischen Automobilherstellers Aspid. Es ist nach dem Aspid SS das zweite Fahrzeug des Unternehmens. Im Juli 2012 wurde das Fahrzeug der Öffentlichkeit vorgestellt. Das Fahrzeug hat vier Sitzplätze, der Motor stammt aus dem BMW M3 GTS und leistet 331 kW (450 PS). Eine Serienproduktion ist nicht überliefert.

## Technische Daten
| Kenngrößen                                  | Aspid GT-21                    |
| Motorkenndaten                              |                                |
| Motortyp                                    | V8-Ottomotor                   |
| Hubraum                                     | 4361 cm³                       |
| max. Leistung                               | 331 kW (450 PS) bei 8300/min   |
| max. Drehmoment                             | 440 Nm bei 3900/min            |
| Kraftübertragung                            |                                |
| Antrieb, serienmäßig                        | Hinterradantrieb               |
| Getriebe, serienmäßig                       | 6-Gang-Schaltgetriebe          |
| Getriebe, optional                          | 7-Gang-Doppelkupplungsgetriebe |
| Messwerte                                   |                                |
| Höchstgeschwindigkeit                       | 305 km/h                       |
| Beschleunigung, 0–100 km/h                  | <3,0 s                         |
| Beschleunigung, 0–200 km/h                  | 10,6 s                         |
| Kraftstoffverbrauch auf 100 km (kombiniert) |                                |
| CO2-Emission (kombiniert)                   |                                |
| Tankinhalt                                  | 72 l                           |